# Petr Vlček
Petr Vlček (18 de outubro de 1973) é um ex-futebolista profissional tcheco que atuava como defensor.

## Carreira
Petr Vlček representou a Seleção Checa de Futebol, na Eurocopa de 2000. 

## Títulos
República Checa
- Copa das Confederações de 1997: 3º Lugar